# Borys Mellin
Borys Pietrowicz Mellin (ros. Борис Петрович  Меллин, ur. 1740, zm. 1793) – hrabia, rosyjski generał-lejtnant od 1792, uczestnik wojny polsko-rosyjskiej 1792 roku.
11 czerwca 1792 pobił korpus litewski Józefa Judyckiego w bitwie pod Mirem.